# 友情理髮店
《友情理髮店》（英語：Clipped）是一部於2015年6月16日起在TBS首播的美國情境喜劇，由麥克·卡索與艾希莉·緹絲黛爾主演。故事講述高中同窗們在畢業後各走各路，而命運使他們再度重聚，並一同在巴茲理髮店工作。2015年10月23日，TBS宣布取消本劇。

## 故事
故事背景設在美國麻薩諸塞州的查爾斯鎮，講述高中同窗們在畢業後各自踏上不同的人生旅途，然而命運使他們再度重聚。現在，他們共同在創業失敗的高中同窗班（瑞恩·平克斯頓 飾演）收購的巴茲理髮店工作。現在，班成為了同窗們的老闆，他的員工有有抱負的棒球員AJ（麥克·卡索 飾演）、有抱負的歌手丹妮（艾希莉·緹絲黛爾 飾演）、好友阿莫（麥特·庫克 飾演）、接待員喬依（蘿倫·拉布庫斯 飾演）、非裔美國猶太女孩夏茉妮（蒂歐娜·瑞森諾佛 飾演）以及被命名為店名的巴茲（喬治·溫德特 飾演）。

## 卡司

### 主要人物
- 麥克·卡索（英语：Mike Castle (actor)） 飾演 AJ·沙雷諾（AJ Salerno）

夢想成為棒球員的男子，曾與丹妮有過一夜情，而內心深處似乎有著丹妮，視丹妮為人生中重要的朋友。
- 艾希莉·緹絲黛爾 飾演 丹妮·佐丹諾（Danni Giordano）

夢想成為歌手，曾與AJ有過一夜情，而內心深處似乎愛著AJ。
- 蘿倫·拉布庫斯（英语：Lauren Lapkus） 飾演 喬依（Joy）

已婚，現為巴茲理髮店的櫃檯服務人員。
- 瑞恩·平克斯頓 飾演 班傑明“班”·河希爾·格洛斯曼（Benjamin "Ben" Hershel Grossman）

巴茲理髮店的老闆，在理髮店中僅視阿莫為摯友。
- 麥特·庫克（Matt Cook） 飾演 阿莫·麥克拉肯（Mo McCracken）

個性呆呆笨笨、不懂人情世故，非常單純，是班的摯友，暗戀喬依。
- 蒂歐娜·瑞森諾佛（英语：Diona Reasonover） 飾演 夏茉妮·艾斯克威茲（Charmaine Eskowitz）

非裔猶太美國人，講話非常直接、刻薄。
- 喬治·溫德特（英语：George Wendt） 飾演 巴茲（Buzzy）

是位同性戀者，為巴茲理髮店的前老闆，現為班的員工。

### 常設角色
- 雷金納德·韋爾約翰森（英语：Reginald VelJohnson） 飾演 湯米（Tommy）

是位同性戀者，巴茲的戀人，擔任警察。
- 史凱勒·史東（英语：Skyler Stone） 飾演 崔維斯（Travis）

巴茲理髮店旁的刺青店老闆
- 克莉絲塔·芙拉娜根（英语：Crista Flanagan） 飾演 蘿茵塔·道爾（Rhonda Doyle）

道爾四姊妹之一，巴茲理髮店的鄰居，與父親共同經營雷伊酒吧。
- 貝西·索達蘿（英语：Betsy Sodaro） 飾演 莉塔·道爾（Rita Doyle）

道爾四姊妹之一，巴茲理髮店的鄰居，與父親共同經營雷伊酒吧。
- 莉莎·雪茄（Lisa Schurga） 飾演 蘿莎莉·道爾（Rosalee Doyle）

道爾四姊妹之一，巴茲理髮店的鄰居，與父親共同經營雷伊酒吧。
- 妲娜·鮑威爾（Dana Powell） 飾演 蘿蘋·道爾（Robin Doyle）

道爾四姊妹之一，巴茲理髮店的鄰居，與父親共同經營雷伊酒吧。
- C·J·瓦納（C. J. Vana） 飾演 朗尼（Lonnie）

班的表弟，目前在巴茲理髮店擔任清潔工。

## 開發
2014年5月6日，TBS於紐約記者會上，宣布預訂3部新喜劇，其中包含開發《巴茲理髮店》（Buzzy's Barbershop）。本劇由著名影集《威爾與格蕾絲》的創作人大衛·可汗與麥斯·麻奇奈克開創，而第一季將有10集。後更名為《巴茲》（Buzzy's）。2015年4月，劇名正式更為《友情理髮店》（Clipped）。

## 集數
| 集數 | 標題                                     | 導演          | 編劇                       | 播出日期      | 美國收視 （18–49歲） | 美國收視 （百萬） |
| ---- | ---------------------------------------- | ------------- | -------------------------- | ------------- | -------------------- | ----------------- |
| 1    | 試播集 Pilot                             | 詹姆士·威道斯 | 大衛·可汗 ＆ 麥斯·麻奇奈克 | 2015年6月16日 | 0.42                 | 1.415             |
| 2    | 逐夢人 Dreamers                          | 詹姆士·威道斯 | 大衛·可汗 ＆ 麥斯·麻奇奈克 | 2015年6月23日 | 0.49                 | 1.282             |
| 3    | 錯的人 Go Below                          | 詹姆士·威道斯 | 大衛·可汗 ＆ 麥斯·麻奇奈克 | 2015年6月30日 | 0.43                 | 1.086             |
| 4    | Wi-Fi                                    | 詹姆士·威道斯 | 大衛·可汗 ＆ 麥斯·麻奇奈克 | 2015年7月7日  | 0.41                 | 1.100             |
| 5    | 同志大婚禮 Big Gay Wedding               | 詹姆士·威道斯 | 約翰·坤坦斯                | 2015年7月14日 | 0.32                 | 1.016             |
| 6    | 世界最差理髮店 World's Rudest Barbershop | 詹姆士·威道斯 | 大衛·可汗 ＆ 麥斯·麻奇奈克 | 2015年7月21日 | 0.39                 | 1.188             |
| 7    | 阿莫媽 Mo's Ma                           | 詹姆士·威道斯 | 史提夫·蓋布瑞爾            | 2015年7月28日 | 0.47                 | 1.261             |
| 8    | 賭徒 The Gambler                         | 詹姆士·威道斯 | 大衛·可汗 ＆ 麥斯·麻奇奈克 | 2015年8月4日  | 0.53                 | 1.328             |
| 9    | 自由星期三 Free Wednesday                | 詹姆士·威道斯 | 大衛·可汗 ＆ 麥斯·麻奇奈克 | 2015年8月11日 | 0.52                 | 1.312             |
| 10   | 同學會 Reunion                           | 詹姆士·威道斯 | 大衛·可汗 ＆ 麥斯·麻奇奈克 | 2015年8月18日 | 0.47                 | 1.254             |

## 收視
| 季數 | 播出時間（ET）  | 集數 | 首映          | 首映         | 首映          | 季終          | 季終         | 季終          | 18–49歲 收視 平均 | 平均 收視人数 （百萬） |
| 季數 | 播出時間（ET）  | 集數 | 日期          | 18–49歲 收視 | 收視 （百萬） | 日期          | 18–49歲 收視 | 收視 （百萬） | 18–49歲 收視 平均 | 平均 收視人数 （百萬） |
| ---- | --------------- | ---- | ------------- | ------------ | ------------- | ------------- | ------------ | ------------- | ----------------- | ---------------------- |
| 1    | 星期二 晚間10點 | 10   | 2015年6月16日 | 0.42         | 1.415         | 2014年8月18日 | 0.47         | 1.254         | 0.45              | 1.224                  |

## 獎項
| 年度 | 大獎           | 獎項                           | 入圍者        | 結果 |
| ---- | -------------- | ------------------------------ | ------------- | ---- |
| 2016 | 藝術指導公會獎 | 最佳製作設計獎－半小時多鏡影集 | 格雷格·格蘭德 | 提名 |

## 腳註
1. ↑  . TBS.   [2015-07-09]. （原始内容存档于2015-06-20）.
2. ↑  Goldberg, Lesley. . 好萊塢報導. Prometheus Global Media. 2015-10-23  [2015-10-23]. （原始内容存档于2015-10-26）.
3. ↑  Goldberg, Lesley. . 好萊塢報導. Prometheus Global Media. 2014-05-07  [2014-05-08]. （原始内容存档于2014-10-12）.
4. 1 2  Clipped: Season One Ratings

## 外部連結
- 官方网站
- 互联网电影数据库（IMDb）上《友情理髮店》的资料（英文）